# ピリミスルファン
ピリミスルファン（英: pyrimisulfan）は、スルホンアニリド系の除草剤の一つである。分子式はC16H19F2N3O6S。IUPAC命名法では：(RS)-2’-[(4,6-ジメトキシピリミジン-2-イル)(ヒドロキシ)メチル]-1,1-ジフルオロ-6’-(メトキシメチル)メタンスルホンアニリド 、CAS命名法ではN-[2-[(4,6-ジメトキシ-2-ピリミジニル)ヒドロキシメチル]-6-(メトキシメチル)フェニル]-1,1-ジフルオロメタンスルホンアミドと表記される。

## 効能
クミアイ化学工業、イハラケミカル工業、ケイ・アイ研究所が共同開発した除草剤で、2007年3月に農薬取締法に基づく農薬登録を取得した。根部あるいは茎葉基部から吸収され、分枝鎖アミノ酸のバリン、ロイシン、イソロイシンを合成する酵素であるアセトラクテートシンターゼ（ALS）を阻害する。本剤はイネの生体内では速やかに分解する。スルホニルウレア系除草剤と同様の作用機序を有するが、立体構造上、ALSとの結合様式が異なることから、スルホニルウレア剤に薬剤耐性のできた雑草に対しても効果を示す。ノビエをはじめとする一年生雑草や多年生雑草に対し効果があり、クミアイ化学からは水田向けの単剤「ベストパートナー」、オキサジクロメホンとの混合剤「マイウェイ」、フェントラザミドとの混合剤「ヤイバ」などが販売されている。日本農薬からは、メフェナセットの混合剤「ムソウ」が販売されている。